# I. V. Sasi
Irruppam Veedu Sasidaran, dit I. V. Sasi, né le 28 mars 1948 à Calicut (État de Madras (en) en Inde) et mort le 24 octobre 2017 à Saligramam (en) (un quartier de Chennai au Tamil Nadu), est un réalisateur indien.
Il a réalisé plus de 150 films dans diverses langues du sous-continent indien. Il est bien connu pour son travail dans le cinéma malayalam des années 1970 à 1990, bien qu'il ait également réalisé quelques films tamouls et hindi (Bollywood). En 2015, il a reçu le prix J. C. Daniel (en), la plus haute distinction du cinéma malayalam (Mollywood).